# مانفرد کرافت
مانفرد کرافت (انگلیسی: Manfred Krafft؛ زادهٔ ۱۱ دسامبر ۱۹۳۷) بازیکن فوتبال اهل آلمان است.
از باشگاه‌هایی که در آن بازی کرده‌است می‌توان به باشگاه فوتبال فورتونا دوسلدورف اشاره کرد.